# Zlatica Livorová
Mgr. Zlatica Livorová (* 10. dubna 1940) je slovenská pedagožka operního zpěvu.

## Životopis
Vystudovala na Vysoké škole múzických umění v Bratislavě, ve třídě Anny Hrušovské (spolu s Lucií Popp, Magdalénou Hajóssyovou či Julií Migenes-Johnson). Působila jako profesorka zpěvu – od roku 1970 na konzervatoři v Bratislavě a od roku 1989 na VŠMU v Bratislavě.
Jejím manželem je František Livora, slovenský pěvec-tenorista.